# 쇠프트란트역
쇠프트란트역(독일어: Bahnhof Schöftland)은 스위스 아르가우주의 쇤프트란트 지자체에 있는 기차역이다. 아르가우 교통의 1,000mm의 미터궤 쇠프트란트–아라우–멘치켄선의 서쪽 종점이다.

## 운행편
다음 서비스는 쇤프트란트에 제공된다.
- 아르가우 S-반 S14 : 아라우 및 멘치켄까지 15분 간격으로 운행.